# Ostafi Wasylewicz Tyszkiewicz
Ostafi Wasylewicz Tyszkiewicz herbu Leliwa (zm. w 1590 roku) – kasztelan smoleński w latach 1589–1590, starosta hajneński i zdzitowski.
Był wyznawcą prawosławia.